# Nadine Conner
Nadine Conner (geb. Evelyn Nadine Henderson; * 20. Februar 1907 in Compton, Kalifornien; † 1. März 2003 in Los Alamitos) war eine US-amerikanische Opernsängerin (Sopran).

## Leben
Conner studierte Gesang an der University of South California bei Amado Fernandez und Horatio Cogswell und nahm in New York Unterricht bei Florence Easton. Sie hatte zunächst Auftritte als Sängerin bei verschiedenen Rundfunkstationen, bevor sie von 1939 bis 1941 Mitglied von Albert Coates’ California Opera Company war. Von 1941 bis 1960 war sie als lyrischer Sopran an der Metropolitan Opera engagiert. Sie debütierte dort als Pamina in Mozarts Zauberflöte unter der Leitung von Bruno Walter und trat u. a. als Gilda in Rigoletto, Micaela in Carmen, Susanna in Le nozze di Figaro, Zerlina in Don Giovanni, Marguerite in Gounods Faust, Rosina in Il barbiere di Siviglia, Mimi in La Bohème, Lauretta in Gianni Schicchi und Sophie in Der Rosenkavalier auf.
Zwischen 1945 und 1948 trat sie auch an der Opera of San Francisco auf. Ab 1953 gastierte sie in Europa an Opernhäusern in England, Frankreich, Belgien und Italien. Am Teatro Comunale Florenz sang sie 1955 die Lucy in Gian Carlo Menottis The Telephone und die Monica in dessen Oper The Medium. 1942 sang sie die Sopran-Solopartie in Gustav Mahlers Zweiter Sinfonie mit den New Yorker Philharmonikern unter Leitung von Bruno Walter, der sie auch für die jährlichen Aufführungen von Bachs Matthäus-Passion gewann. 1947 sang sie mit Risë Stevens die Titelrollen in einer Gesamtaufnahme von Engelbert Humperdincks Oper Hänsel und Gretel. Ab 1970 lebte Conner als Gesangslehrerin im südkalifornischen Cypress.